# محمد آذری
محمد آذری (زادهٔ ۴ آذر ۱۳۴۶ در اصفهان) موسیقی‌دان، نوازندهٔ سنتور و آهنگساز اهل ایران است.

## زندگی هنری
محمد آذری، ۴ آذر سال ۱۳۴۶ در اصفهان متولد شد. از سال ۱۳۵۹ فراگیری موسیقی را با ساز سنتور در اصفهان آغاز کرد. پس از ۱ سال به کلاس فرامرز پایور راه یافت و شیوهٔ سنتورنوازی فرامرز پایور را آموخت. پس از آن نزد پرویز مشکاتیان آموخته‌های خود را تکمیل نمود. او در سال ۱۳۶۹ با ورود به دانشکدهٔ هنرهای زیبای دانشگاه تهران، تحصیلات دانشگاهی خود را در رشتهٔ موسیقی آغاز کرد. از دیگر استادان او می‌توان به محمدتقی مسعودیه، فرهاد فخرالدینی، خسرو مولانا، تقی بینش و … اشاره نمود.
وی که از اعضای گروه عارف به سرپرستی پرویز مشکاتیان بود، سرپرستی گروه موسیقی «آفاق» را بر عهده دارد.

## آثار هنری
از جمله آثار محمد آذری، به موارد زیر می‌توان اشاره نمود:
آهنگسازی:
- آلبوم موسیقی «راز گل»، با تنظیم مجتبی میرزاده و خوانندگی علیرضا افتخاری[۷][۸]
- «آتش سینه» به رهبری مجتبی میرزاده[۹]
- «سفر» با شعر عطار نیشابوری و خوانندگی حسام‌الدین سراج[۱۰]
- «آینه در آینه» به خوانندگی جمال‌الدین منبری[۱۱]
- «صبوری» با شعر خواجوی کرمانی و خوانندگی علی سعیدی و محمد سعیدی[۱۲]
- «رؤیای صلح» با شعر و خوانندگی محمد آذری[۱۳]

نوازندگی:
- آلبوم موسیقی «وطن من» به آهنگسازی پرویز مشکاتیان و خوانندگی ایرج بسطامی[۱۴]
- آلبوم موسیقی «مقام صبر» به آهنگسازی پرویز مشکاتیان و خوانندگی علیرضا افتخاری[۱۵]